# Бой под Соколово
Бой под Соколово (чеш. Bitva u Sokolova) — боевое столкновение в ходе Великой Отечественной войны советских и чехословацких войск с немецкими войсками, которое длилось с 8 по 13 марта 1943 года у села Соколово Харьковской области. В этом бою участвовал 1-й чехословацкий отдельный пехотный батальон, ставший первым чехословацким подразделением, вступившим в ходе Второй мировой войны в бой с немецкими войсками на восточном фронте.

## Перед боем
Войска 1-го чехословацкого батальона были переброшены из города Бузулука к железнодорожной станции Валуйки, откуда совершили 150-километровый переход к Харькову пешком. Железнодорожное сообщение не функционировало, поскольку дороги были разрушены. Переход совершался ночью, поскольку днём была угроза воздушных налётов люфтваффе. В освобождённый Харьков батальон вступил 1 марта 1943 года. После дневного отдыха 2 марта войска отправились на юг к Соколово. Там войскам было дано первое боевое задание — удержать позиции на реке Мжа от элитных частей 3-й танковой дивизии СС «Тотенкопф». Подходы к Соколово отбивал прорывавшийся к Тарановке советский 78-й гвардейский стрелковый полк, который воевал против большего количества немецких сил. Это помогало чехословацким войскам подготовиться к обороне позиций. Проблема была в том, что река Мжа была покрыта льдом, что давало немцам возможность провести по льду танки.
Командир батальона Людвик Свобода решил, что 1-я чехословацкая рота должна перейти Мжу к укреплённой позиции под Соколово. Для решения этой задачи он отправил лейтенанта Отакара Яроша, командира первой роты. Село было хорошо укреплено, для его защиты советские войска предоставили две противотанковые пушки. Другая бронетехника, в числе которых были «Катюши» и 10 танков Т-34, располагалась за рекой в качестве резерва. 6 марта разведывательные подразделения вступили в бой с немцами и в ходе перестрелок убили несколько гитлеровцев. Это было началом боя.

## Ход боя

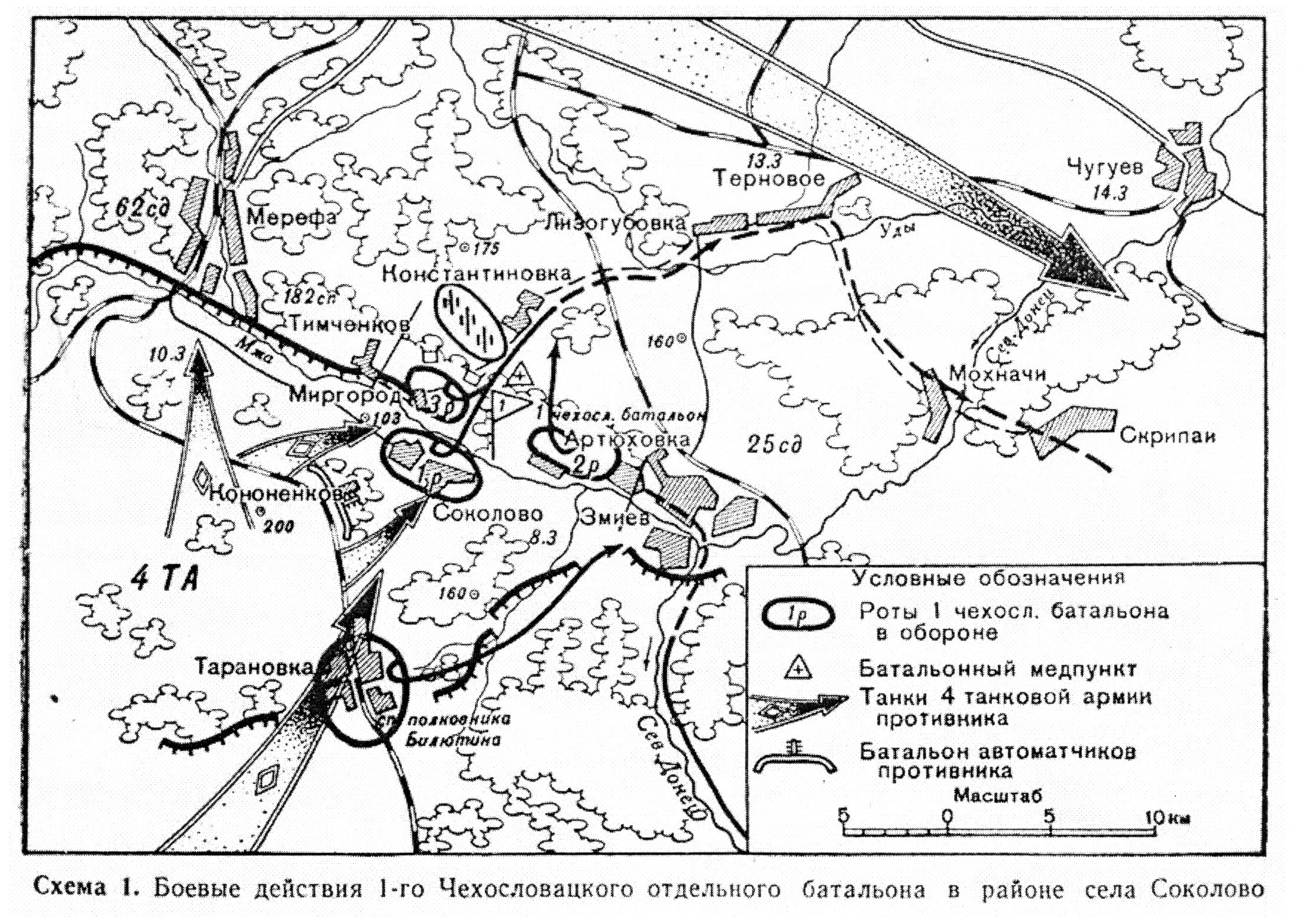
Карта сражения

8 марта 1943 года приблизительно в 13:30 по местному времени 14 немецких танков двинулись на Соколово, однако стрельба советских реактивных миномётов заставила танковые экипажи повернуть обратно. У села осталось гореть три танка, которые ввели в заблуждение чехословаков. Немецкий экипаж одного из танков определил советские и чехословацкие оборонительные позиции, после чего, примерно через 2 часа, немцы организовали вторую атаку, и частично прорвали оборону у села. Было уничтожено одно противотанковое орудие, также немцы захватили тяжёлый пулемёт.
Завязался тяжёлый бой, в котором чешские войска не запаниковали и открыли огонь по немецким танкам из противотанковых ружей, забрасывая врагов гранатами. Поскольку орудия и ружья не пробивали лобовую броню танков, чехословаки расстреливали машины сбоку или сзади, а также пытались вывести из строя двигатель. Чехи отбили несколько атак пехоты, но численность немецких войск превосходила численность отряда Свободы. В течение пяти часов солдаты защищали православную церковь Соколова. Свобода решил отправить советские танки в контратаку, но первый же из них продавил лёд, что исключило возможность танковой поддержки. Впрочем, это отрезало путь к отступлению и немцам — лёд стал быстро таять.
Около 19 часов Людвик Свобода приказал солдатам занять оборону около реки, поскольку из-за миномётного обстрела были нарушены линии коммуникации. Задача заключалась в том, чтобы не позволить врагу взять Соколово и не восстановить пути к селу. Завязался бой за сельскую церковь, в котором чехословаки проявили истинную храбрость. Например, солдат Черны первой гранатой подбил танк, а второй гранатой серьёзно повредил несколько бронеавтомобилей и убил 20 немецких солдат. Погиб в бою лейтенант Отакар Ярош, который бросился под танк со связкой гранат. Очередью из танкового пулемёта Ярош был убит, но танк подорвался на гранатах (по другим сведениям, Ярош сам себя подорвал). После наступления темноты бои прекратились, и чехословаки отступили. Их боевое задание было выполнено: не позволить немцам перейти Мжу.

## Отступление
9 марта бои возобновились. Две роты чехословацкого батальона контратаковали немцев под Соколовым и нанесли им крупные потери. 11 марта чехословаки перехватили немецкое радиосообщение о следующих контратаках. Советская артиллерия начала вести огонь по местам скопления немецких войск. После того, как немцы отбили Харьков 15 марта 1943 года, сложилась угроза разгрома и гибели 1-й роты чехословацкого батальона, поэтому чехословаки начали тактическое отступление.

## Дальнейшие события
Попавшие в плен 20 чехословаков были казнены немцами за государственную измену (чехи, служившие в чехословацком корпусе, были гражданами Протектората Богемии и Моравии). Тяжелораненые чехословаки были отправлены в больницу в Харькове, где их добили немцы. Из двадцати чехов пять были депортированы в протекторат, а оттуда в Рейх. Один из них потом вынужден был после войны работать в советском ГУЛАГе.

## Память о битве

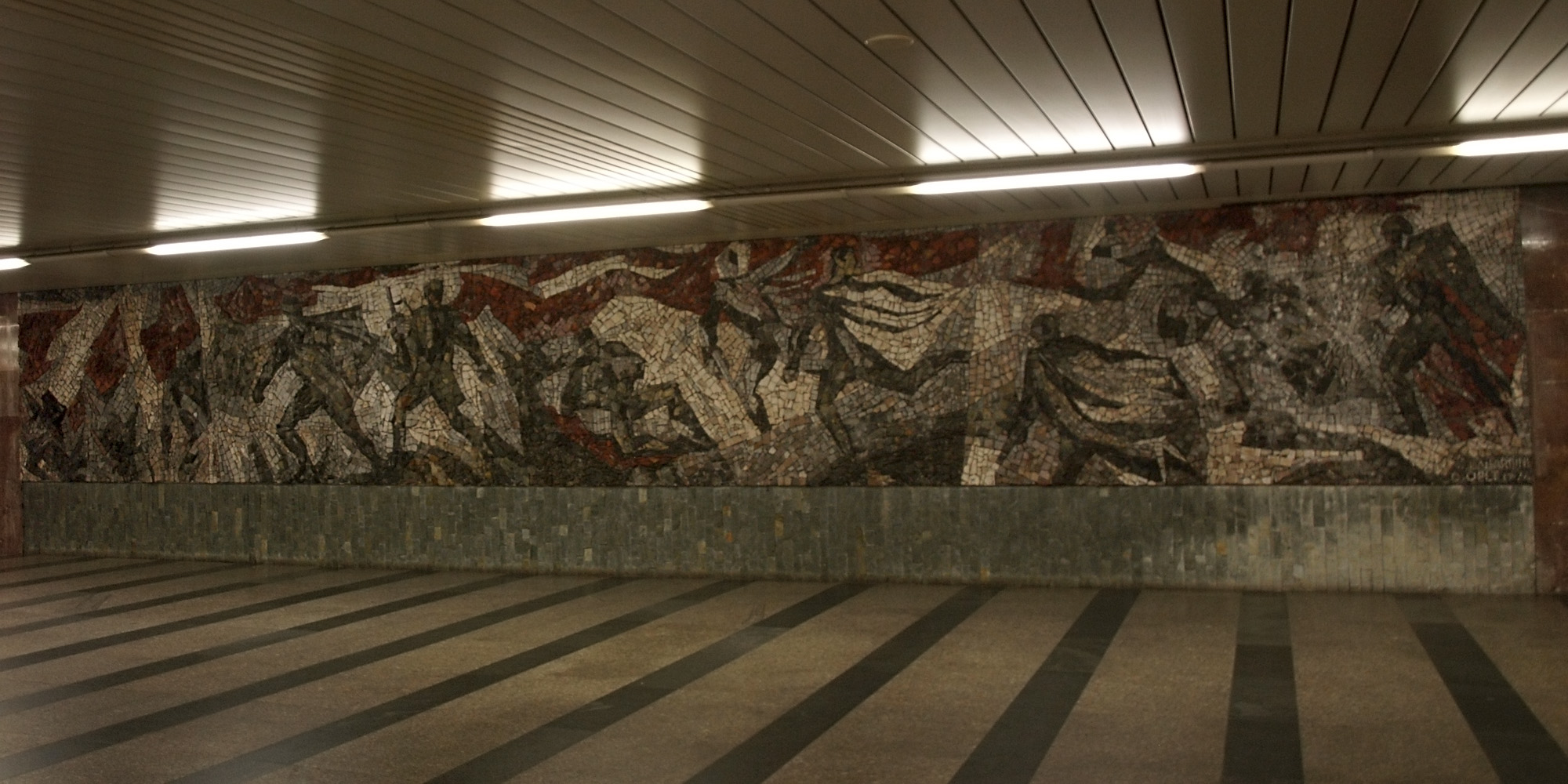
Мозаика в Пражском метрополитене

- Отакар Ярош был посмертно представлен к званию Героя Советского Союза.
- В 1974 году в Чехословакии был снят фильм «Соколово» о сражении за деревню (режиссёр — Отакар Вавра).
- В селе в 1967 году был открыт музей битвы за Соколово.
- После войны проспект Královská třída в пражском районе — Карлине был переименован в Соколовский[чеш.]. Имя проспекта в 1974 году получила и открывшаяся на нём станция метро, с 1990 года называющаяся «Флоренц». В пассаже станции по-прежнему остаётся мозаика, изображающая битву.
- В Харькове есть улица Отакара Яроша, проспект Людвига Свободы и улица Антонина Сохора, расположенная возле пр. Гагарина (параллельно ул. Южнопроектной) имеющая спуск в район ст. Основа.